# 达浪乡
达浪乡，是中华人民共和国甘肃省临夏回族自治州和政县下辖的一个乡镇级行政单位。

## 行政区划
达浪乡下辖以下地区：
郑家坪村、李家坪村、杨马族村、仲马家村、大庄村、杜家崖村和达浪村。